# 欧莱讷
欧莱讷（法語：Aullène，法語發音：[olɛn]）是法国南科西嘉省的一个市镇，属于萨尔泰讷区。

## 地理
欧莱讷（41°46'20"N, 9°4'51"E）面积40.92 平方千米，位于法国南科西嘉省，该省份位于科西嘉南部，后者为地中海西部的一座岛屿，也是法国的一个单一领土集体，位于法国大陆部分的东南面，意大利半島的西面，最临近的地块是撒丁岛。
与欧莱讷接壤的市镇（或旧市镇、城区）包括：莫卡-克罗切、齐卡沃。
欧莱讷的时区为UTC+01:00、UTC+02:00（夏令时）。

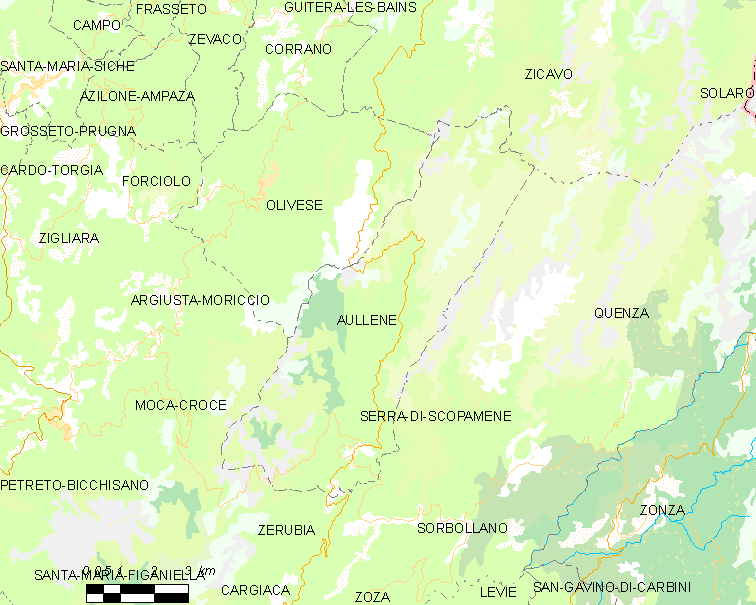
欧莱讷的OSM定位图

## 行政
欧莱讷的邮政编码为20116，INSEE市镇编码为2A024。

## 政治
欧莱讷所属的省级选区为萨尔特奈-瓦林科县。

## 人口

1962-2008年间欧莱讷人口变化图示

欧莱讷于2022年1月1日时的人口数量为183人。